# Žydačiv
Žydačiv (ukrajinsky Жидачів; rusky Жидачев / Židačov; polsky Żydaczów) je město ve Lvovské oblasti na Ukrajině ve Stryjském rajónu. V roce 2011 mělo město 11 204 obyvatel. Městem protéká řeka Stryj.